# Costasavina
Costasavina è una frazione, di circa 500 abitanti, facente parte del comune di Pergine Valsugana posta a 506 metri sul livello del mare. Fu comune autonomo fino al 1928.
Il paese è collocato ai piedi del monte Marzola (1738 m) a circa 2 km da Pergine, tra gli abitati di Roncogno (a nord ovest) e Susà (a sud est).
Nell'ultimo decennio Costasavina ha subito una forte urbanizzazione che ha portato ad un forte incremento del numero di abitanti e alla costruzione di numerose palazzine. Questo ha portato un parziale stravolgimento del nucleo originario, dando al paese un aspetto diverso.
Ciò nonostante alcune abitazioni del paese conservano tuttora le tipiche caratteristiche architettoniche del passato, quali ballatoi, androni, logge, ecc. Tutte queste peculiarità sono indice del passaggio di numerosi Imperi, primo quello dei Romani, che hanno risieduto un tempo nel paese.
La frazione, pur di piccole dimensioni, dispone di un bar, un negozio e due bed and breakfast.

## Caseggiati
Il paese è costituito da diversi caseggiati:
- Dos, posto a nord ovest,
- Villa, nella parte centrale (parte più antica),
- Mas, posto nella parte alta,
- Lozeri, posto nella parte inferiore,
- Caset, posto a sud est
- più ulteriori edifici che non portano un vero e proprio nome ma vengono indicati in base alla posizione o a degli edifici adiacenti.

## Monumenti e luoghi d'interesse
- Chiesa di San Martino. Il primo edificio risale al XVI secolo, nel 1933 è stata completamente ricostruita in forme moderne. Nell'abside è ancora conservata la pala secentesca.

Suscitano particolare interesse i numerosi stemmi presenti in una delle parti più antiche del paese, il Dos, rappresentantanti delle incisioni sopra dei porticati di date, quali il 1796, indicante l'anno di passaggio di Napoleone Bonaparte  nel paese ed il successivo saccheggio del Dos ad opera del suo esercito.
Vicino al paese sorge la casa dei Sartori, del XVII secolo, un tempo creduta sede di un convento. Da questo edificio proviene una stufa ad "olle" attualmente conservata nel Castello di Pergine.

## Economia
Le coltivazioni prevalenti sono meli ed in particolare ciliegi dal cui territorio prende il nome un particolare qualità, nota con il nome di Durone di Costasavina. La cui caratteristica è una buccia più consistente che garantisce una maggiore conservazione rispetto alle altre qualità.